# 阿尔雄
阿尔雄（法語：Archon，法語發音：[aʁʃɔ̃]）是法国上法蘭西大區埃纳省的一个市镇，位于该省东北部，属于拉昂区。

## 地理
阿尔雄（49°44'29"N, 4°7'6"E）面积6.37 平方千米，位于法国上法蘭西大區埃纳省，该省份为法国北部内陆省份，北起北部省，西接索姆省和瓦兹省，东临阿登省和马恩省，西南至塞纳-马恩省，东北部与比利时接壤。
与阿尔雄接壤的市镇（或旧市镇、城区）包括：谢里莱罗祖瓦、屈里莱西维耶、多伊、多利尼翁、蒂耶拉什地区莫尔尼、帕尔丰德瓦勒、塞尔河畔罗祖瓦。

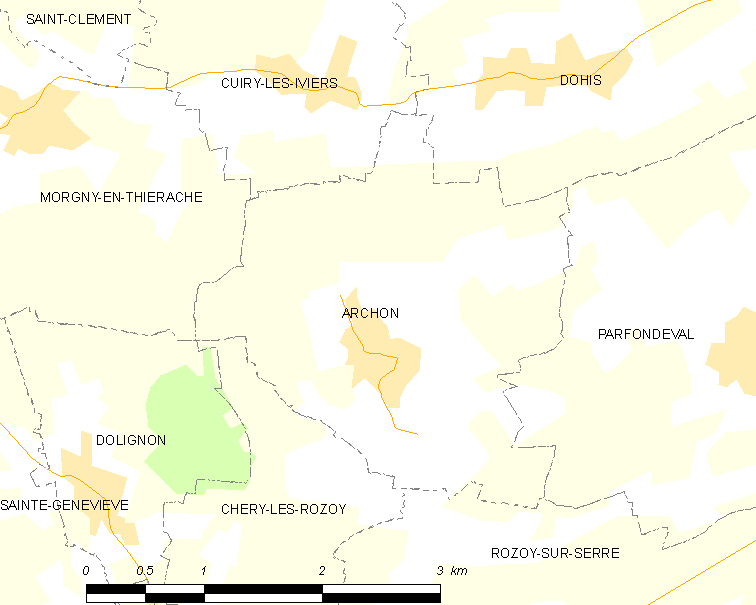
阿尔雄的OSM定位图

阿尔雄的时区为UTC+01:00、UTC+02:00（夏令时）。

## 行政
阿尔雄的邮政编码为02360，INSEE市镇编码为02021。

## 政治
阿尔雄所属的省级选区为韦尔万县。

## 人口

1962-2008年间阿尔雄人口变化图示

阿尔雄于2022年1月1日时的人口数量为77人。